# Zand (dynastie)
De Zand-dynastie of Zandiyeh dynasty (Zandⓘ) (Perzisch سلسله زندیه) regeerde over Perzië van 1750 tot 1794.
Ze werd gesticht door Karim Khan, hoofd van de Zand clan van de Lak stam, die de macht van de Safawieden en Afshariden overnam.
De hoofdstad was Shiraz. Karim Khan had de Britten een handelsmissie toegestaan te Bushehr.
Na de dood van Karim Khan in 1779 volgde zijn incompetente zoon Abu al-Fath hem op. Zaki Khan, Ali Morad en Jafar Khan konden niet beletten dat de Kadjaren terrein veroverden. In 1789 riep Lotf Ali Khan zichzelf tot koning (sjah) uit. Hij vocht tot 1794 tegen de Kadjaren, maar werd in het fort van Bam gevangen en gedood.

## Vorsten van de Zand dynastie
- Karim Khan, 1750–1779 کریم خان زند
- Abol Fath Khan, 1779 ابولفتح خان زند
- Mohammad Ali Khan, 1779 محمدخان زند
- Sadiq Khan, 1779–1782 صادق خان زند
- Ali Murad Khan, 1782–1785 علیمراد خان زند
- Jafar Khan, 1785–1789 جعفر خان زند
- Lotf Ali Khan, 1789–1794 لطفعلی خان زند